# Paul Shapiro
Paul Shapiro é um roteirista, diretor e produtor de televisão norte-americano. Ficou conhecido por trabalhar em The X-Files, Millennium Dark Angel, Roswell, Smallville, Fastlane, Tru Calling, Heroes, Supernatural, Las Vegas', 24 e Criminal Minds.